# 11009 Sigridclose
11009 Sigridclose eller 1981 ET10 är en asteroid i huvudbältet som upptäcktes den 1 mars 1981 av den amerikanska astronomen Schelte J. Bus vid Siding Spring-observatoriet. Den är uppkallad efter Sigrid Close.
Den tillhör asteroidgruppen Eunomia.